# 皇居
35°41′05.11″N 139°45′08.85″E / 35.6847528°N 139.7524583°E
皇居（日语：／ kōkyo */?）是指日本天皇的宮殿，即天皇的辦公場所及府邸。現在的皇居位於東京都千代田區，即原江戶幕府歷代將軍所居住的江戶城，但範圍較原始的江戶城為小；除了天皇宮殿外，宮內廳亦位於皇居用地內。

## 概要

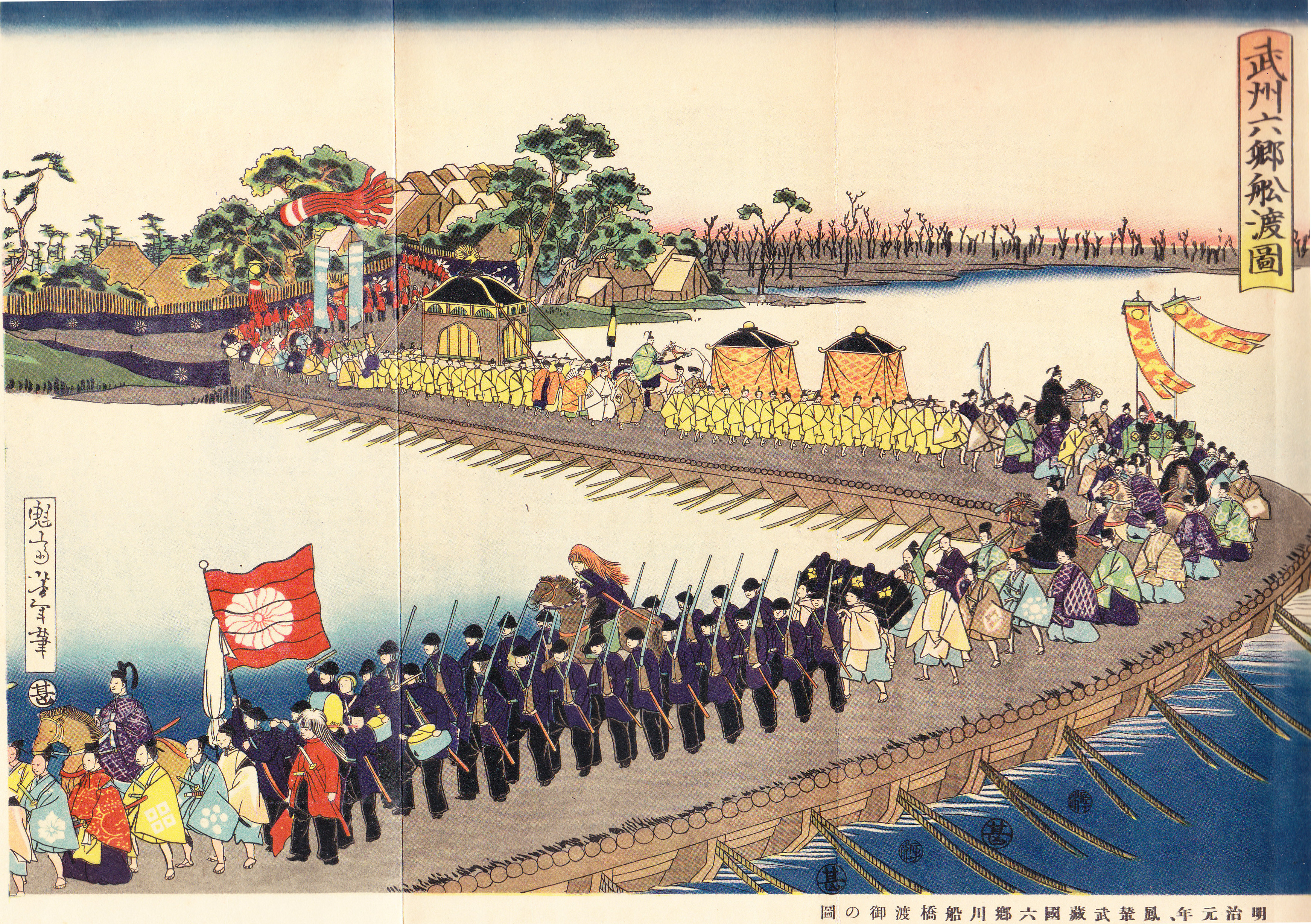
明治天皇東京行幸圖：描繪明治元年10月御駕通過六鄉町的情景。

傳統上，日本沒有定都的概念，習慣以在位天皇的所在地為國都（古代稱為「京」），並以在位天皇居住之宮殿為皇居（古代稱為「宮」）。
日本從古墳時代以來，開始有為皇室建立宮殿的概念，但早期宮殿遷移的次數相當頻繁，直到794年桓武天皇始定都於京都（時稱平安京，今京都市），除了1180年因為外戚平清盛挾持天皇專政而曾經短暫遷都至平氏政權的中心福原京（位於今神戶市）之外，天皇有超過千年的時間以京都為駐地，但宮殿的所在地以京都為範圍有所變動。南北朝時代後，天皇固定以今日的京都御所做為宮殿。
明治天皇登基後，於1868年下詔將昔日江戶幕府的駐地江戶易名為「東京」，並首次行幸東京，原本德川將軍家的居所江戶城成為天皇在東京的居所，並更名為東京城（／ tōkei jō）。1869年，明治天皇第二次行幸東京，並將皇室與中央政府自京都遷移至江戶，再將東京城更名為皇城（／ kōjō），之後的歷代天皇皆以原江戶城做為宮殿。
天皇遷居原江戶城之時，以原江戶城的西之丸御殿做為宮殿，但在1873年毀於火災；1879年，決定在西之丸御殿原址興建新宮殿，即日後所稱的明治宮殿，在1888年落成。明治宮殿落成同年，皇城再更名為宮城（／ kyūjō），至1948年更名為皇居至今。1945年，明治宮殿因二戰美軍對東京的轟炸行動波及而燒燬，至1964年動工重建，在1968年竣工，即今所見的新宮殿。
皇居除皇室起居部分不對公眾開放外，其他部分可经由宫内厅进行预约参观，東面的皇居東御苑（原江戶城本丸所在地）則在固定時間開放自由參觀。皇居內部每年開放兩次，分別在天皇誕生日及新年的次日（1月2日）。皇居的土地為日本國有財產，皇居的管理則連同皇室的事務由宮內廳全權負責。
皇居位處東京市區的中心處，並鄰近東京交通樞紐之一的東京站；東京雖然有極為綿密的地下鐵路網和高速公路系統，但並沒有任何一條鐵道或公路穿過皇居的地底下，全由周邊繞開。

## 歷代皇居位置

### 上古
| 宮号                                                                  | 天皇                            | 所在地                    | 所在地（現在）（包含推測地）                                                                                             | 期間                                                  |
| --------------------------------------------------------------------- | ------------------------------- | ------------------------- | --- | ----------------------------------------------------- |
| 畝傍橿原宮                                                            | 初代神武天皇                    | 倭國高市郡橿原            | 奈良縣橿原市畝傍町 （或同縣御所市柏原）                                                                                  | 神武天皇元年一月一日－                                |
| 葛城高丘宮 （葛城高岡宮） （葛城高岳宮）                              | 第2代綏靖天皇                   | 倭國葛城郡高宮            | 奈良縣御所市森脇一言主神社之邊，云芝地 （或同市宮戸） （或森脇與宮戸之間）                                                 | 綏靖天皇元年一月八日－                                |
| 片鹽浮孔宮 （片鹽浮穴宮）                                             | 第3代安寧天皇                   | 倭國高市郡浮穴            | 奈良縣橿原市四條町之北 （或同縣大和高田市三倉堂）                                                                        | 安寧天皇二年－                                        |
| 輕曲峽宮                                                              | 第4代懿德天皇                   | 倭國高市郡                | 奈良縣橿原市白橿町末波理乎佐                                                                                             | 懿德天皇二年一月五日－                                |
| 掖上池心宮 （腋上池心宮）                                             | 第5代孝昭天皇                   | 倭國葛城郡                | 奈良縣御所市（御所）茅原之南而川之西 （或同市（御所）與同市池之内之間一名大韋古原，今曰蓬原） （或連於同市玉手和池之内） | 孝昭天皇元年七月一日－                                |
| 室秋津嶋宮                                                            | 第6代孝安天皇                   | 倭國葛城郡室              | 奈良縣御所市室田中，或云宮山                                                                                               | 孝安天皇二年十月－                                    |
| 黒田廬戸宮                                                            | 第7代孝靈天皇                   | 倭國磯城郡黒田            | 奈良縣磯城郡田原本町宮古 （或同町黒田與宮古之間）                                                                        | 孝安天皇百二年十二月四日－                            |
| 輕境原宮                                                              | 第8代孝元天皇                   | 倭國高市郡                | 奈良縣橿原市見瀨町境原天神祠                                                                                             | 孝元天皇四年一月十一日－                              |
| 春日率川宮 （春日率河宮）                                             | 第9代開化天皇                   | 倭國添郡春日              | 奈良縣奈良市本子守町 | 開化天皇元年十月十三日－                              |
| 磯城瑞籬宮 （磯城島瑞籬宮）                                           | 第10代崇神天皇                  | 倭國山邊郡                | 奈良縣櫻井市茅原 （或同市金屋天山祠）                                                                                    | 崇神天皇三年九月－                                    |
| 纏向珠城宮 （卷向珠城宮）                                             | 第11代垂仁天皇                  | 倭國磯城郡穴師            | 奈良縣櫻井市穴師西田中                                                                                                   | 垂仁天皇二年十月－                                    |
| 纏向日代宮                                                            | 第12代景行天皇                  | 倭國磯城郡                | 奈良縣櫻井市太田都古谷                                                                                                   | 景行天皇四年十一月一日－                              |
| 磯香高穴穗宮                                                          | 第12代景行天皇 - 第13代成務天皇 | 近江國磯香郡              | 滋賀縣大津市穴太志賀寺海邊，或高穴穗神社                                                                                 | 景行天皇五十八年二月十一日（或七日）－                |
| 穴門豐浦宮                                                            | 第14代仲哀天皇                  | 長門國豐浦郡              | 山口縣下関市長府宮の内町北樹林                                                                                           | 仲哀天皇二年九月－                                    |
| 橿日宮                                                                | 第14代仲哀天皇                  | 筑紫國糟屋郡香椎          | 福岡縣福岡市東區香椎 | 仲哀天皇八年一月廿一日－                              |
| 磐余若櫻宮 （磐余稚櫻宮）                                             | 神功皇后 （神功天皇）           | 倭國十市郡                | 奈良縣櫻井市池之内磐余池里 （或同市谷）                                                                                  | 神功皇后攝政三年（365年？）一月三日－                 |
| 輕嶋明宮 （輕嶋豐明宮）                                               | 第15代應神天皇                  | 倭國高市郡                | 奈良縣橿原市大輕町宮・輕寺                                                                                               | 應神天皇元年（390年？）一月一日－                     |
| 難波高津宮                                                            | 第16代仁德天皇                  | 河內國難波郡              | 大阪府大阪市中央區大阪城安國寺坂北小祠                                                                                   | 仁德天皇元年（373年？）一月三日－                     |
| 磐余稚櫻宮 （磐余若櫻宮）                                             | 第17代履中天皇                  | 倭國十市郡                | 奈良縣櫻井市池之内 （或同市谷）                                                                                          | 履中天皇元年二月一日－                                |
| 丹比柴籬宮 （柴垣宮）                                                 | 第18代反正天皇                  | 河內國丹比郡              | 大阪府松原市上田廣庭神社（或其東北）                                                                                     | 反正天皇元年十月－                                    |
| 遠飛鳥宮 （遠明日香宮）                                               | 第19代允恭天皇                  | 倭國高市郡                | 奈良縣高市郡明日香村飛鳥                                                                                                 | 允恭天皇元年十二月－                                  |
| （一）飛鳥宮                                                          | 第19代允恭天皇                  | 河內國                    | | 允恭天皇元年十二月－                                  |
| 石上穴穗宮                                                            | 第20代安康天皇                  | 倭國山邊郡石上            | 奈良縣天理市田町穴穗社                                                                                                   | 允恭天皇卌二年（或安康天皇元年）十二月十四日－        |
| 泊瀨朝倉宮 （長谷朝椋宮）                                             | 第21代雄略天皇                  | 倭國磯城郡長谷            | 奈良縣櫻井市岩坂磐坂谷 （或同市黒崎與同市岩坂之間）                                                                      | 安康天皇三年十一月十三日－                            |
| 磐余甕栗宮                                                            | 第22代清寧天皇                  | 倭國十市郡 （或倭國添郡） | 奈良縣橿原市東池尻町白香谷（白髮谷）御厨子神社                                                                           | 清寧天皇元年（480年）一月十五日－                     |
| 忍海角刺宮                                                            | 飯豐靑尊 （飯豐天皇）           | 倭國葛城郡                | 奈良縣葛城市忍海角刺神社                                                                                                 | 清寧天皇五年（484年）一月－                           |
| 近飛鳥八釣宮 （近飛鳥八鉤宮） （近明日香八釣宮） （（一）石上弘高宮） | 第23代顯宗天皇                  | 倭國高市郡                | 奈良縣高市郡明日香村八釣                                                                                                 | 顕宗天皇元年（485年）一月一日－                       |
| 石上廣高宮                                                            | 第24代仁賢天皇                  | 倭國山邊郡石上            | 奈良縣天理市石上麻呂家（振神宮之西，布留川之南）北邊田原 （或同市嘉幡町）                                                | 仁賢天皇元年（488年）一月五日－                       |
| 泊瀨列城宮 （泊瀨州城宮） （泊瀨列宮）                                | 第25代武烈天皇                  | 倭國磯城郡長谷            | 奈良縣櫻井市出雲 | 仁賢天皇十一年（498年）十二月（或十一月十一日）－     |
| 樟葉宮                                                                | 第26代繼體天皇                  |                           | 大阪府枚方市楠葉丘 | 繼體天皇元年（507年）2月－                            |
| 筒城宮                                                                | 第26代繼體天皇                  |                           | 京都府京田邊市多多羅都谷                                                                                                 | 繼體天皇5年（511年）10月 -                            |
| 弟國宮                                                                | 第26代繼體天皇                  |                           | 京都府長岡京市今里 | 継体天皇12年（518年）3月 -                            |
| 磐余玉穂宮                                                            | 第26代繼體天皇                  |                           | 奈良縣櫻井市池之内 | 繼體天皇20年（526年）9月 -                            |
| 勾金橋宮                                                              | 第27代安閑天皇                  |                           | 奈良縣橿原市曲川町 | 安閑天皇元年（534年）1月 -                            |
| 檜隈廬入野宮                                                          | 第28代宣化天皇                  |                           | 奈良縣高市郡明日香村檜前                                                                                                 | 宣化天皇元年（536年）1月 -                            |
| 磯城島金刺宮                                                          | 第29代欽明天皇                  |                           | 奈良縣櫻井市金屋・外山                                                                                                   | 欽明元年（540年）7月 -                                |
| 百濟大井宮                                                            | 第30代敏達天皇                  |                           | 奈良縣櫻井市大福 または奈良縣北葛城郡広陵町百濟                                                                          | 敏達天皇元年（572年）4月 - 敏達天皇4年（575年）       |
| 訳語田幸玉宮 （他田宮） （磐余訳語田宮）                              | 第30代敏達天皇                  |                           | 奈良縣櫻井市戒重 | 敏達天皇4年（575年） -                                |
| 磐余池辺双槻宮                                                        | 第31代用明天皇                  |                           | 奈良縣櫻井市阿部 | 敏達天皇14年（585年）9月 -                            |
| 倉梯宮 （倉椅柴垣宮）                                                 | 第32代崇峻天皇                  |                           | 奈良縣櫻井市倉橋 | 用明天皇2年（587年）8月 -                             |
| 豐浦宮 （櫻井等由羅宮）                                               | 第33代推古天皇                  |                           | 奈良縣高市郡明日香村豐浦                                                                                                 | 崇峻天皇5年（592年）12月 - 推古天皇11年（603年）10月  |
| 小墾田宮                                                              | 第33代推古天皇                  |                           | 奈良縣高市郡明日香村雷                                                                                                   | 推古天皇11年（603年）10月 - 推古天皇36年（628年）3月  |
| 飛鳥岡本宮 （高市岡本宮）                                             | 第34代舒明天皇                  |                           | 奈良縣高市郡明日香村岡                                                                                                   | 舒明天皇2年（630年）10月 - 舒明天皇8年（636年）6月    |
| 田中宮                                                                | 第34代舒明天皇                  |                           | 奈良縣橿原市田中町 | 舒明天皇8年（636年）6月 -                             |
| 百濟宮                                                                | 第34代舒明天皇                  |                           | 奈良縣櫻井市吉備 または奈良縣北葛城郡広陵町百濟                                                                          | 舒明天皇12年（640年）10月 - 舒明天皇13年（641年）10月 |
| 飛鳥板蓋宮                                                            | 第35代皇極天皇 - 第37代齊明天皇 |                           | 奈良縣高市郡明日香村岡                                                                                                   | 皇極天皇2年（643年）4月 - 齊明天皇元年（655年）冬     |

### 律令時代
| 宮号                           | 天皇                                | 所在地 | 所在地（現在）（包含推测所在地）                  | 期間 |
| ------------------------------ | ----------------------------------- | ------ | ------------------------------------------------- | --- |
| 難波長柄豐碕宮                 | 第36代孝德天皇 - 第40代天武天皇     |        | 大阪府大阪市中央区法圓坂                          | 白雉2年（652年）12月 - 朱鳥元年（686年）1月 |
| 飛鳥川原宮                     | 第37代齊明天皇                      |        | 奈良縣高市郡明日香村川原                          | 齊明天皇元年（655年）冬 - 齊明天皇2年（656年） |
| 後飛鳥岡本宮                   | 第37代齊明天皇 - 第38代天智天皇     |        | 奈良縣高市郡明日香村岡                            | 齊明天皇2年（656年） - 天智天皇6年（667年）3月 |
| 朝倉橘廣庭宮                   | 第37代齊明天皇                      |        | 福岡縣朝倉市須川 或：朝倉市杷木志波               | 齊明天皇7年（661年）5月 - 7月 |
| 近江大津宮                     | 第38代天智天皇 - 第39代弘文天皇     |        | 滋賀縣大津市錦織                                  | 天智天皇6年（667年）3月 - 天武天皇元年（672年）7月 |
| 飛鳥淨御原宮                   | 第40代天武天皇 - 第41代持統天皇     |        | 奈良縣高市郡明日香村岡                            | 天武天皇元年（672年）冬 - 持統天皇8年（694年）12月 |
| 藤原宮                         | 第41代持統天皇 - 第43代元明天皇     |        | 奈良縣橿原市高殿町など                            | 持統天皇8年（694年）12月 - 和銅3年（710年）3月 |
| 平城宮 （寧樂宮）              | 第43代元明天皇 - 第50代桓武天皇     |        | 奈良縣奈良市佐紀町                                | 和銅3年（710年）3月 - 天平12年（740年）12月 天平17年（745年）5月 - 延暦3年（784年）11月                                                                                             |
| 難波宮                         | 第45代聖武天皇 - 第50代桓武天皇     |        | 大阪府大阪市中央区法円坂                          | 天平6年（734年）3月 - 延暦3年（784年）11月 |
| 大養德恭仁大宮 （恭仁宮）      | 第45代聖武天皇                      |        | 京都府木津川市加茂町例幣など                      | 天平12年（740年）12月 - 天平16年（744年）2月 |
| 紫香樂宮 （信樂宮） （甲賀宮） | 第45代聖武天皇                      |        | 滋賀縣甲賀市信樂町宮町                            | 天平17年（745年）1月 - 5月 |
| 保良宮                         | 第47代淳仁天皇                      |        | 滋賀縣大津市国分                                  | 天平宝字5年（761年）10月 - 天平宝字8年（764年）9月 |
| 由義宮                         | 第48代称德天皇                      |        | 大阪府八尾市八尾木・都塚                          | 神護景雲3年（769年）10月 - 宝亀元年（770年）8月 |
| 長岡宮                         | 第50代桓武天皇                      |        | 京都府向日市鶏冠井町等地                          | 延暦3年（784年）11月 - 延暦13年（794年）10月 |
| 平安宮                         | 第50代桓武天皇 - 第122代明治天皇    |        | 京都府京都市上京区                                | 延暦13年（794年）10月 - 明治2年（1869年）3月 |
| 福原宮                         | 第81代安德天皇                      |        | 兵庫縣神戸市兵庫区荒田町等地                      | 治承4年（1180年）6月 - 11月 |
| （南朝） 吉野行宮              | 第96代後醍醐天皇 - 第99代後龜山天皇 |        | 奈良縣吉野郡吉野町吉野山                          | 延元元年（1336年）12月 - 正平3年（1348年）1月 正平23年（1368年）12月 - 正平24年（1369年）4月 文中2年（1373年）8月 - 天授5年（1379年）頃 元中2年（1385年）頃 - 元中9年（1392年）10月 |
| （南朝） 賀名生行宮            | 第97代後村上天皇                    |        | 奈良縣五條市西吉野町賀名生 或：五條市西吉野町黒渕 | 正平3年（1348年）9月 - 正平7年（1352年）2月 正平7年（1352年）5月 - 正平9年（1354年）10月                                                                                            |
| （南朝） 天野行宮              | 第97代後村上天皇 - 第98代長慶天皇   |        | 大阪府河内長野市天野町                            | 正平9年（1354年）10月 - 正平14年（1359年）12月 正平24年（1369年）4月 - 文中2年（1373年）8月                                                                                         |
| （南朝） 観心寺行宮            | 第97代後村上天皇                    |        | 大阪府河内長野市寺元                              | 正平14年（1359年）12月 - 正平15年（1360年）9月 |
| （南朝） 住吉行宮              | 第97代後村上天皇 - 第98代長慶天皇   |        | 大阪府大阪市住吉區墨江                            | 正平15年（1360年）9月 - 正平23年（1368年）12月 |
| （南朝） 榮山行宮              | 第98代長慶天皇 - 第99代後龜山天皇   |        | 奈良縣五條市小島町                                | 天授5年（1379年）頃 - 元中2年（1385年）頃 |

### 近現代
| 宮号         | 天皇                                      | 所在地 | 所在地（現在）（推定地含む） | 期間                        |
| ------------ | ----------------------------------------- | ------ | ---------------------------- | --------------------------- |
| 皇居（宮城） | 第122代明治天皇 - 第126代今上天皇（德仁） |        | 東京都千代田区千代田1-1      | 明治2年（1869年）3月 - 現在 |

## 東京皇居

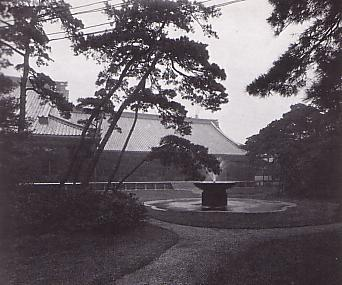
舊明治宮殿的中庭

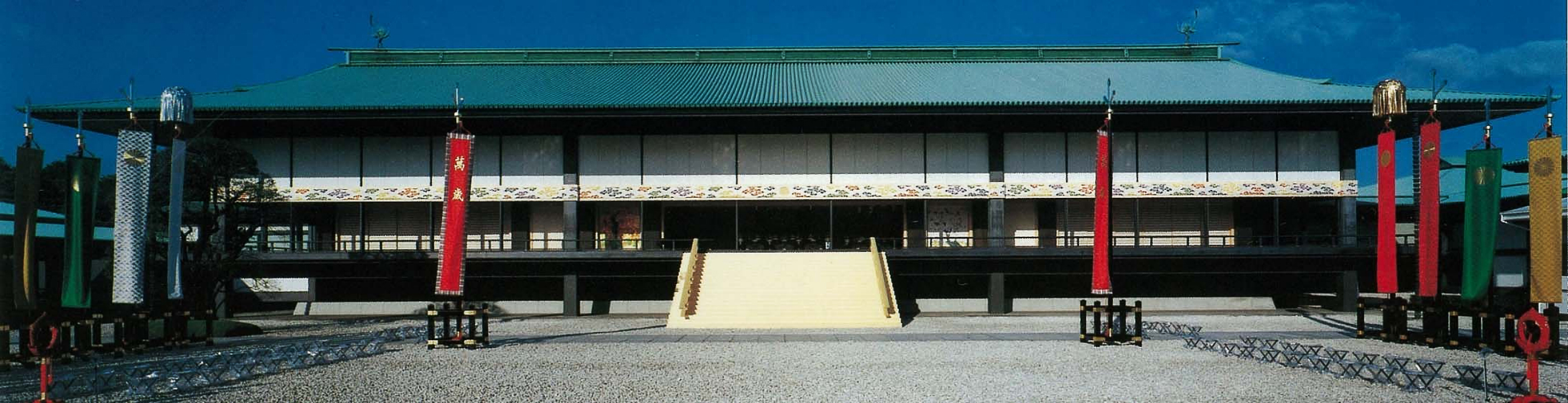
新宮殿的正殿

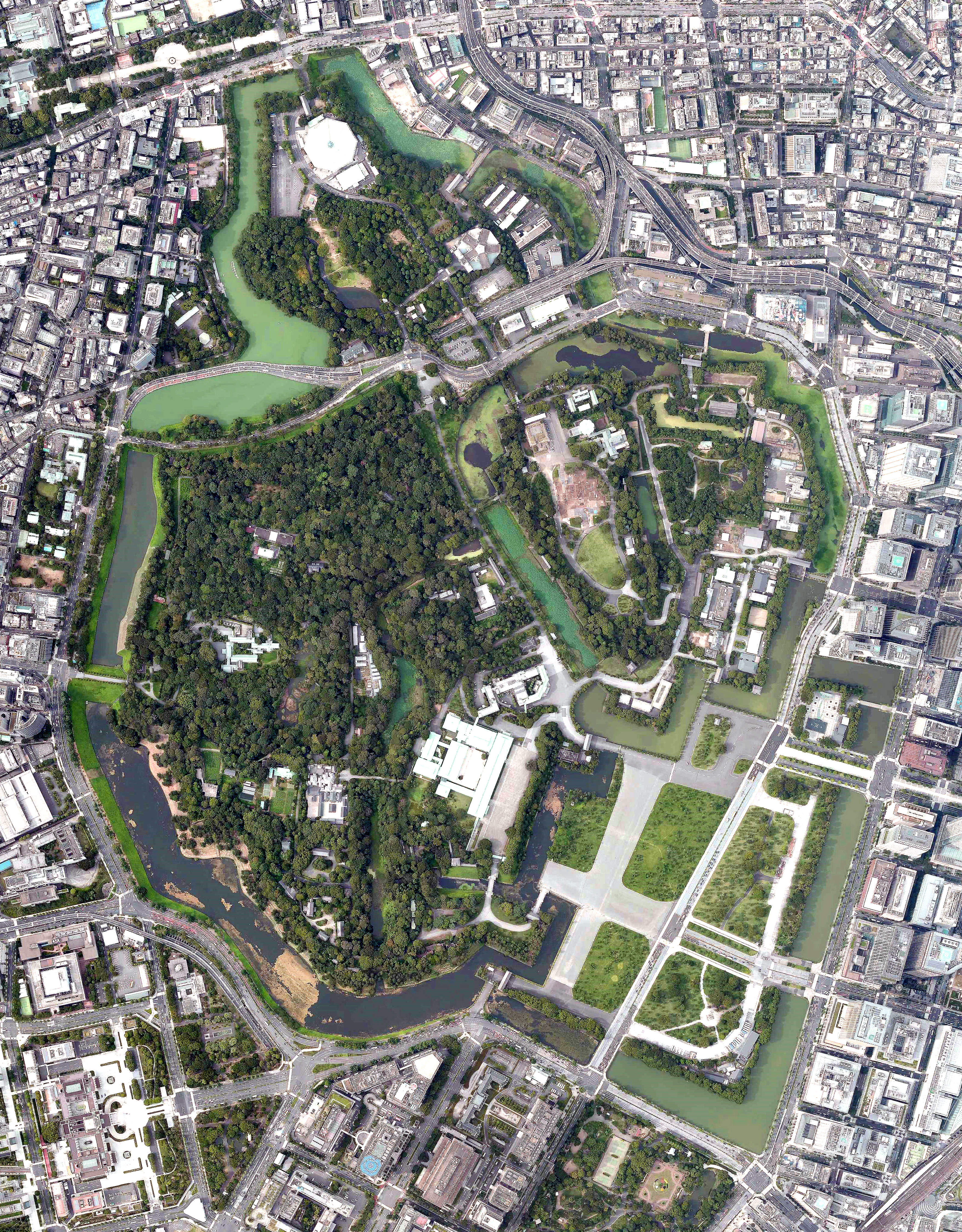
昔日的江戶城，今日的皇居一带，航拍影像（2019年摄影）

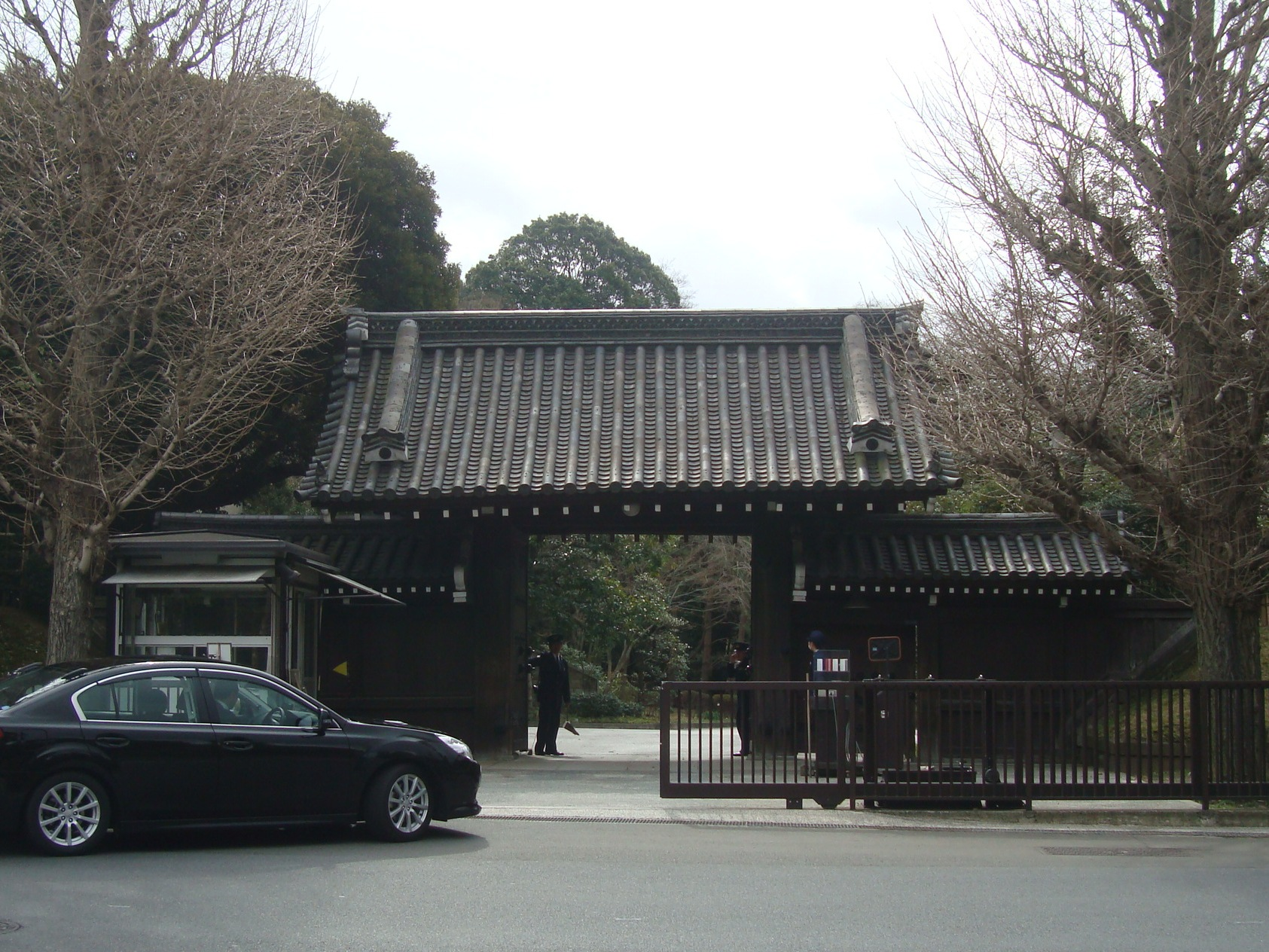
上皇明仁現居的仙洞御所

### 歷史
- 1868年（明治元年），明治天皇首次行幸至東京（史稱「東京行幸」），江戶城改稱為「東京城」，成為天皇在東京的居所。
- 1869年（明治2年），明治天皇進行第二次東京行幸，並宣布停留在東京，東京城改名為「皇城」（日语：こうじょう）。
- 1873年（明治6年），江戶城的西之丸宮殿發生火災，赤坂離宮成為臨時皇居。
- 1879年（明治12年），明治天皇決定在西之丸營建宮殿（通稱為「明治宮殿」）；1888年（明治21年）落成後，天皇的居所統稱為「宮城」。
- 1945年（昭和20年）5月25日，明治宮殿遭到焚毀，當時的昭和天皇暫時以宮內廳廳舍3樓作為臨時宮殿。
- 1964年（昭和39年），開始在明治宮殿原址營建新宮殿，在1968年（昭和43年）10月竣工，1969年（昭和44年）4月起啟用。

### 宮中建築
- 宮殿（為與明治時代的舊宮殿區別，有時也稱為「新宮殿」）
  - 正殿
    - 松之間：為皇居的正殿，也是皇居內位階最高的宮殿，也是皇居內唯一舖上木質地板的宮殿。由87塊櫸木板組成，每塊木板長約5.4公尺，寬約80公分，厚度大約4.5公分。為天皇舉行新年祝賀之儀、呈遞國書儀式、親任式、認証官任命式、勳章親授式等日常儀式和宮中朝見之儀，以及舉行天皇登基儀式等重要儀式舉行之地。
    - 竹之間：主要是天皇，皇后接見外國元首、使節、中央政府官員和民間人士的地方。
    - 梅之間：舉凡與皇后有關之事務皆在此地舉行，例如皇后誕生日祝賀、皇后引見等。

  - 豐明殿（ほうめいでん），宮中最為寬敞的殿閣。主要為舉行宮中大型內宴的地方。
    - 泉之間

  - 連翠，為舉行宮中小型內宴之地。例如午餐會、晚餐會等。
  - 長和殿（ちょうわでん），為參殿者的休憩所、拜謁、宮中一般參賀舉行之殿閣。
    - 春秋之間
    - 石橋之間，為參殿者之休憩所。
    - 松風之間，為參殿者之休憩所。
    - 北之間，為參殿者之休憩所。
    - 波之間，為參殿者之休憩所。
    - 北溜、南溜（北車寄、南車寄的玄關廳）
    - 北車寄、中車寄、南車寄（地下停車場，共有3座）

  - 千草之間，為參殿者之休憩所。
  - 千鳥之間，為參殿者之休憩所。
  - 回廊
  - 庭園
    - 中庭
    - 東庭，天皇誕生日及新年次日（1月2日）在此開放一般公眾覲見。
    - 南庭

  - 表御座所棟，為天皇執行日常事務之地，「表御座所」位於此內，侍從的辦公室也在這裡。
- 吹上御所
原為上皇明仁與上皇后美智子的住所，現為今上天皇德仁與皇后雅子、敬宮愛子內親王的住所。1991年（平成3年）完工，1993年（平成5年）12月8日啟用。
- 吹上大宮御所
昔日昭和天皇與香淳皇后的住所，1961年（昭和36年）完工。
- 生物學御研究所
- 紅葉山御養蠶所
- 皇居東御苑
1968年（昭和43年）10月1日起開放公眾參觀。
- 桃華樂堂
1966年（昭和41年）2月興建，為紀念香淳皇后60大壽而興建的音樂堂。名稱由香淳皇后徽印印號「桃」與畫號「桃苑」而來。
- 三之丸尚藏館
1989年（平成元年）6月動工，為收藏與保管日本皇室寄贈予日本政府的各項美術品而興建。1993年（平成5年）11月3日開館。
- 宮中三殿（賢所、皇靈殿、神殿）
- 宮內廳廳舍
  - 宮內廳內郵便局
- 皇宮警察本部廳舍

## 图廊

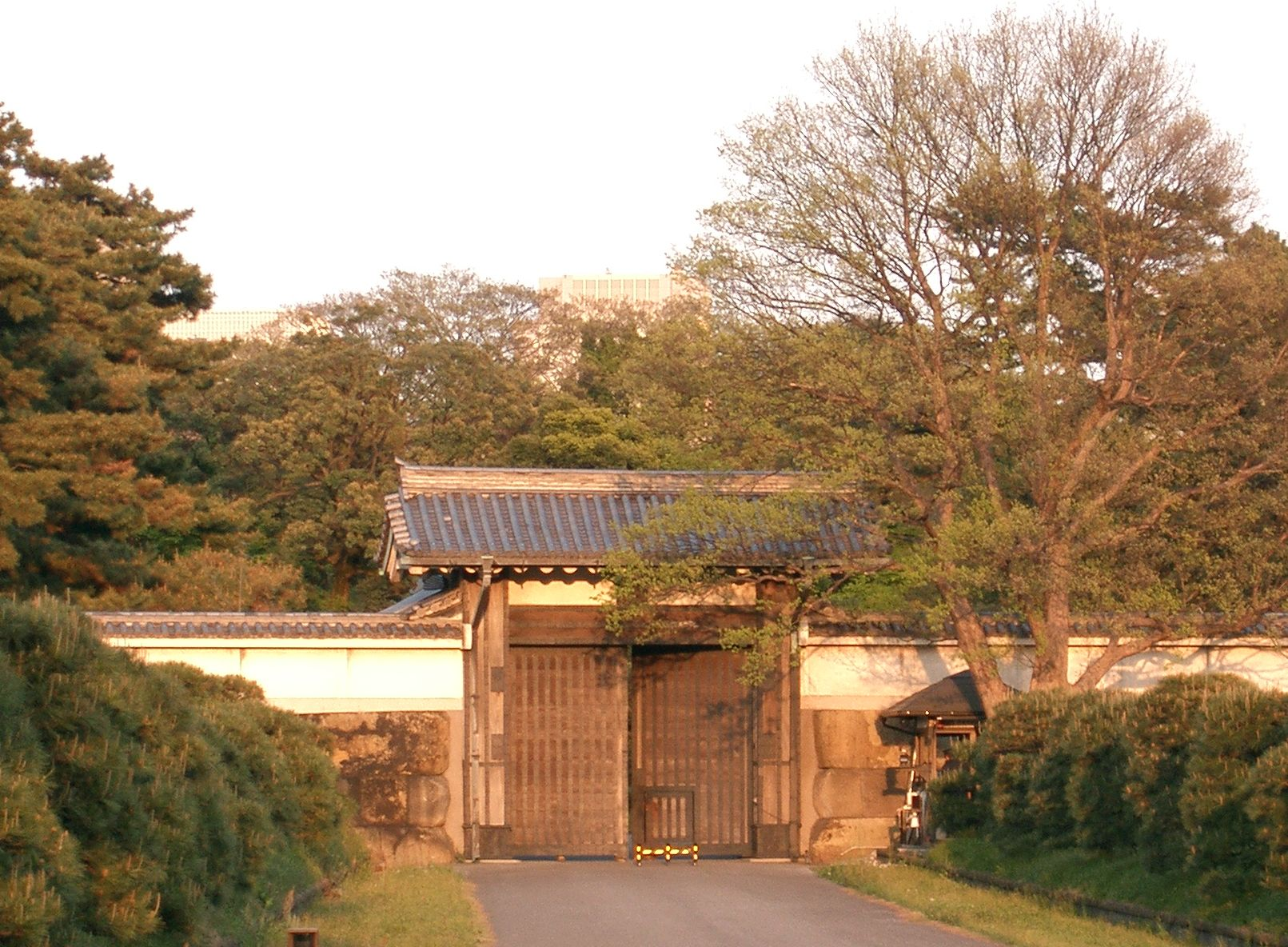
半藏門
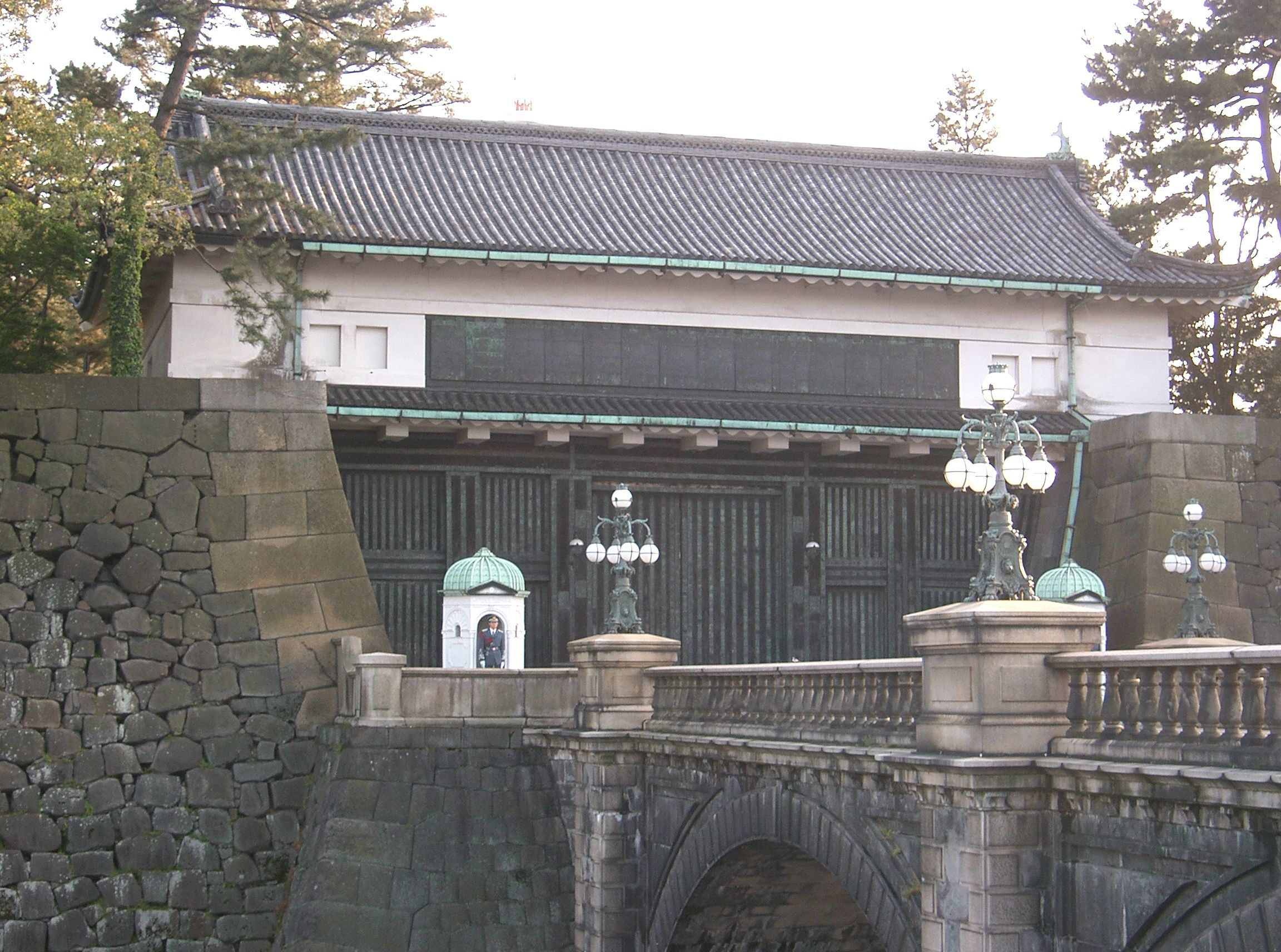
正門
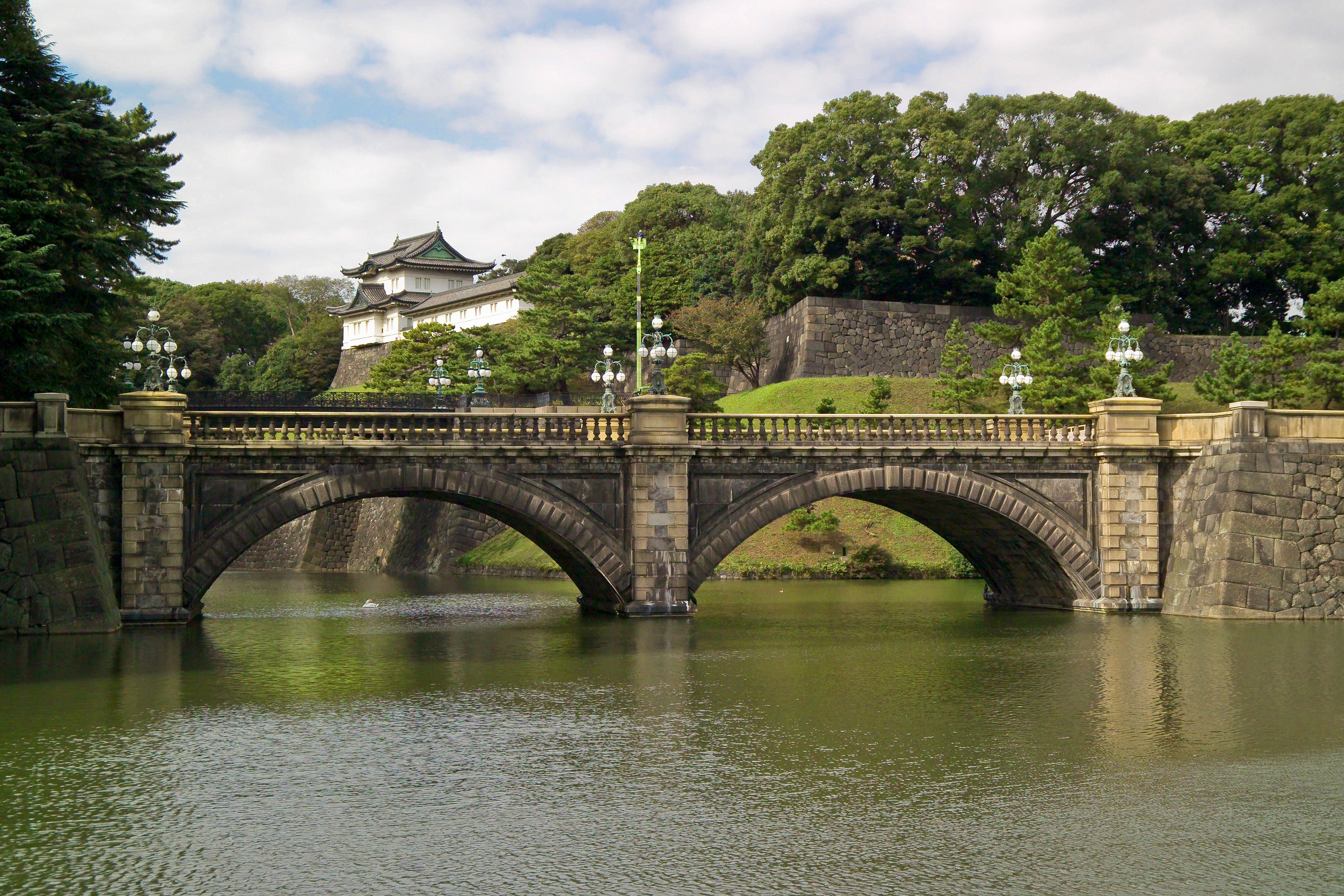
正門石橋
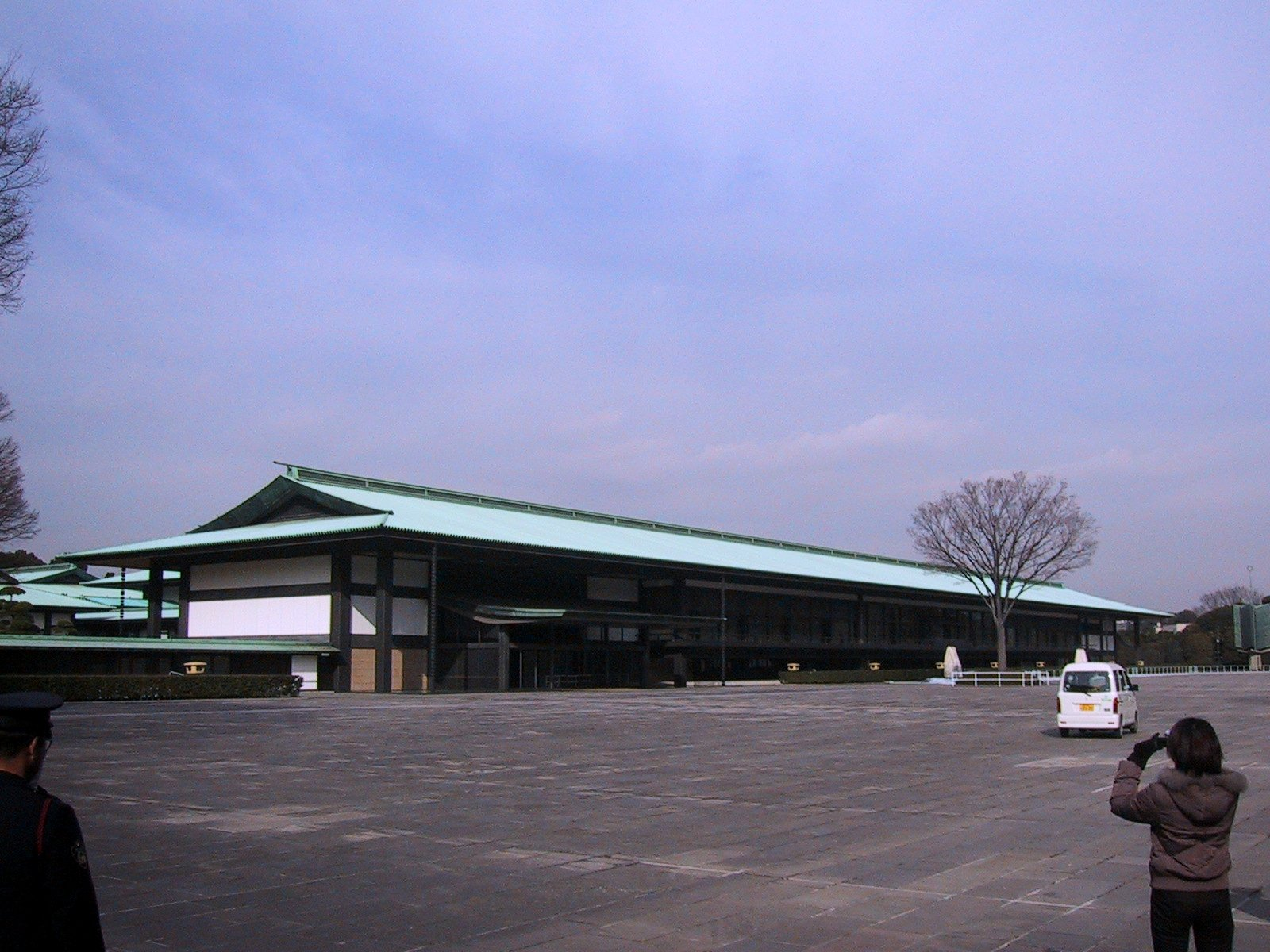
長和殿
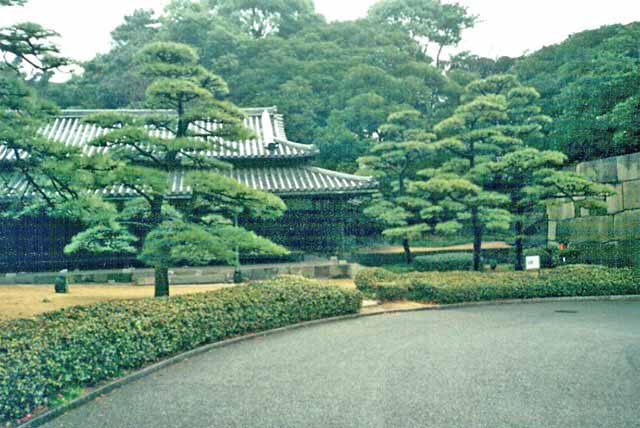
皇居東御苑
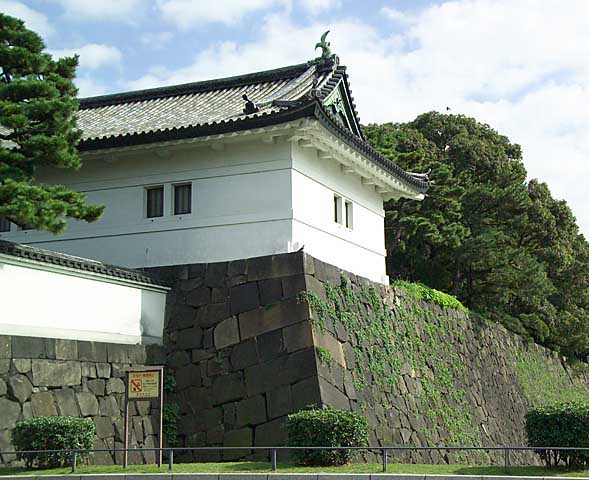
皇居外的城牆及護城河
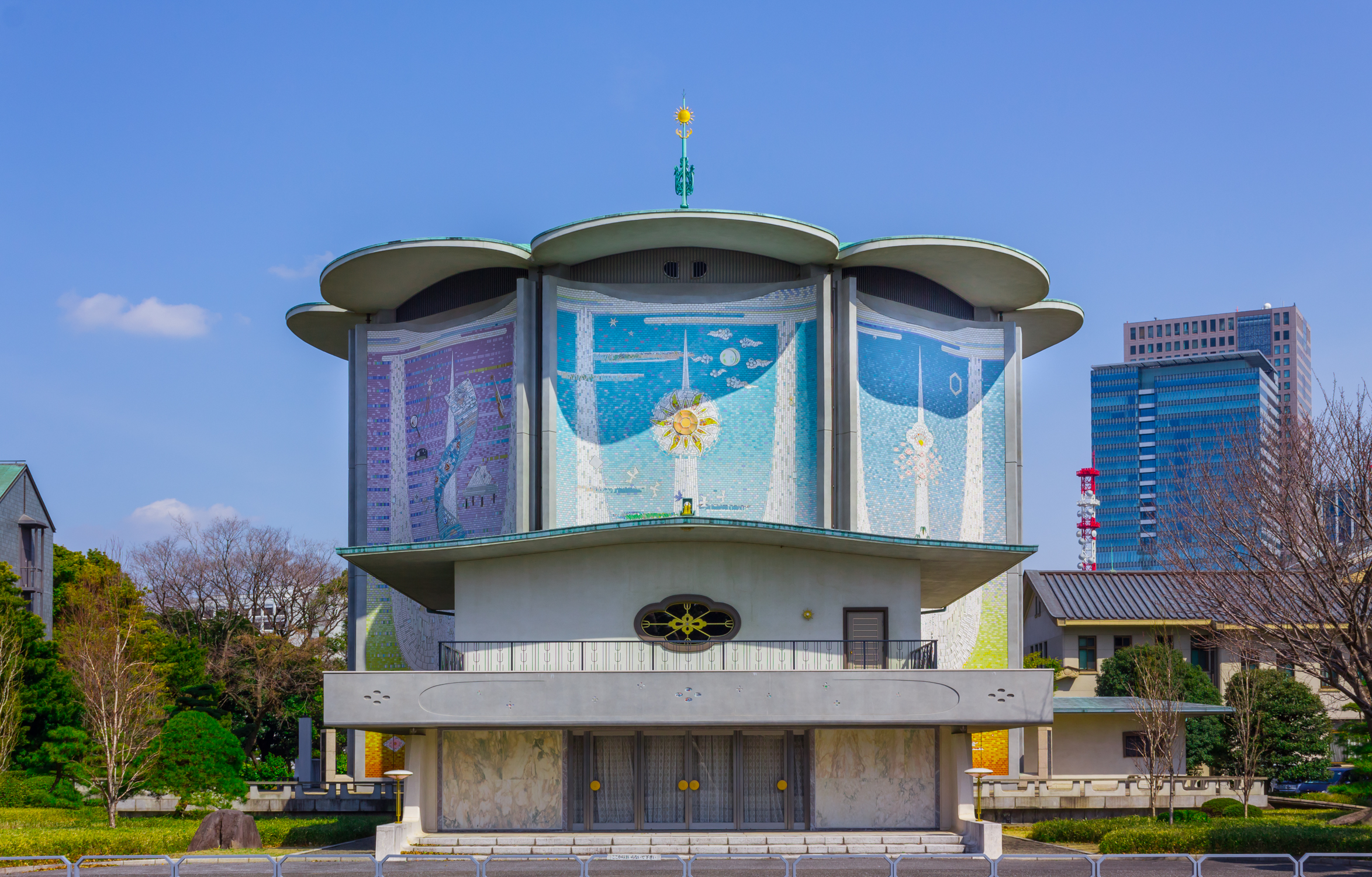
桃華樂堂
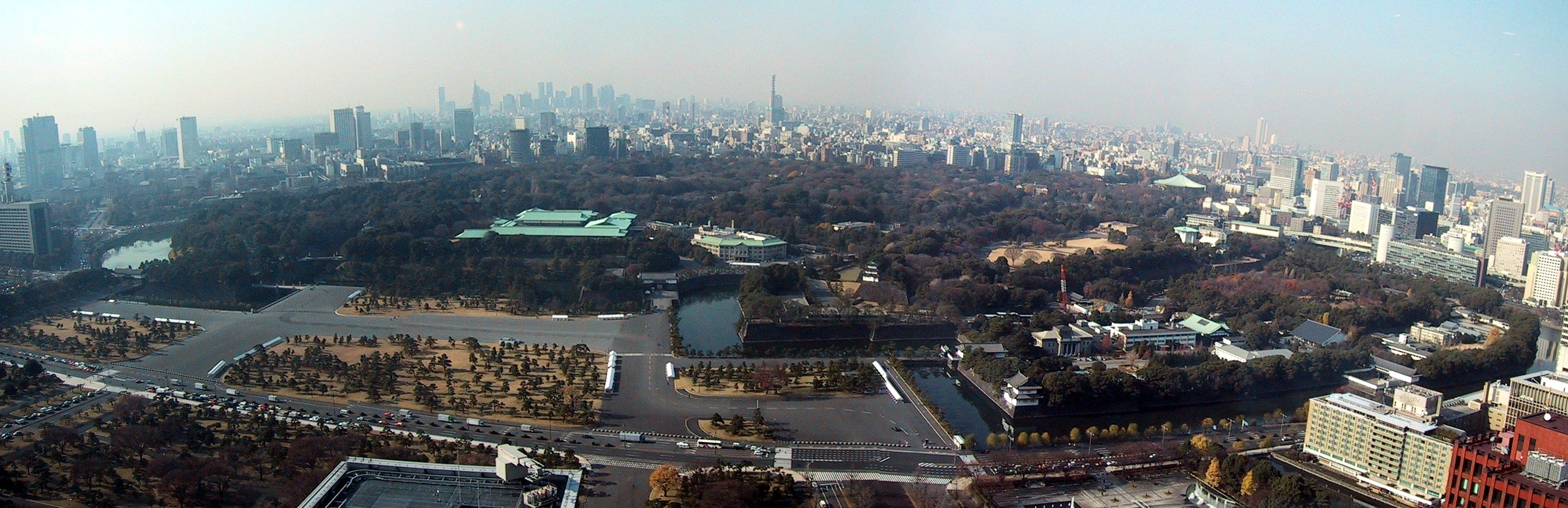
從東京站前的大樓鳥瞰皇居一帶
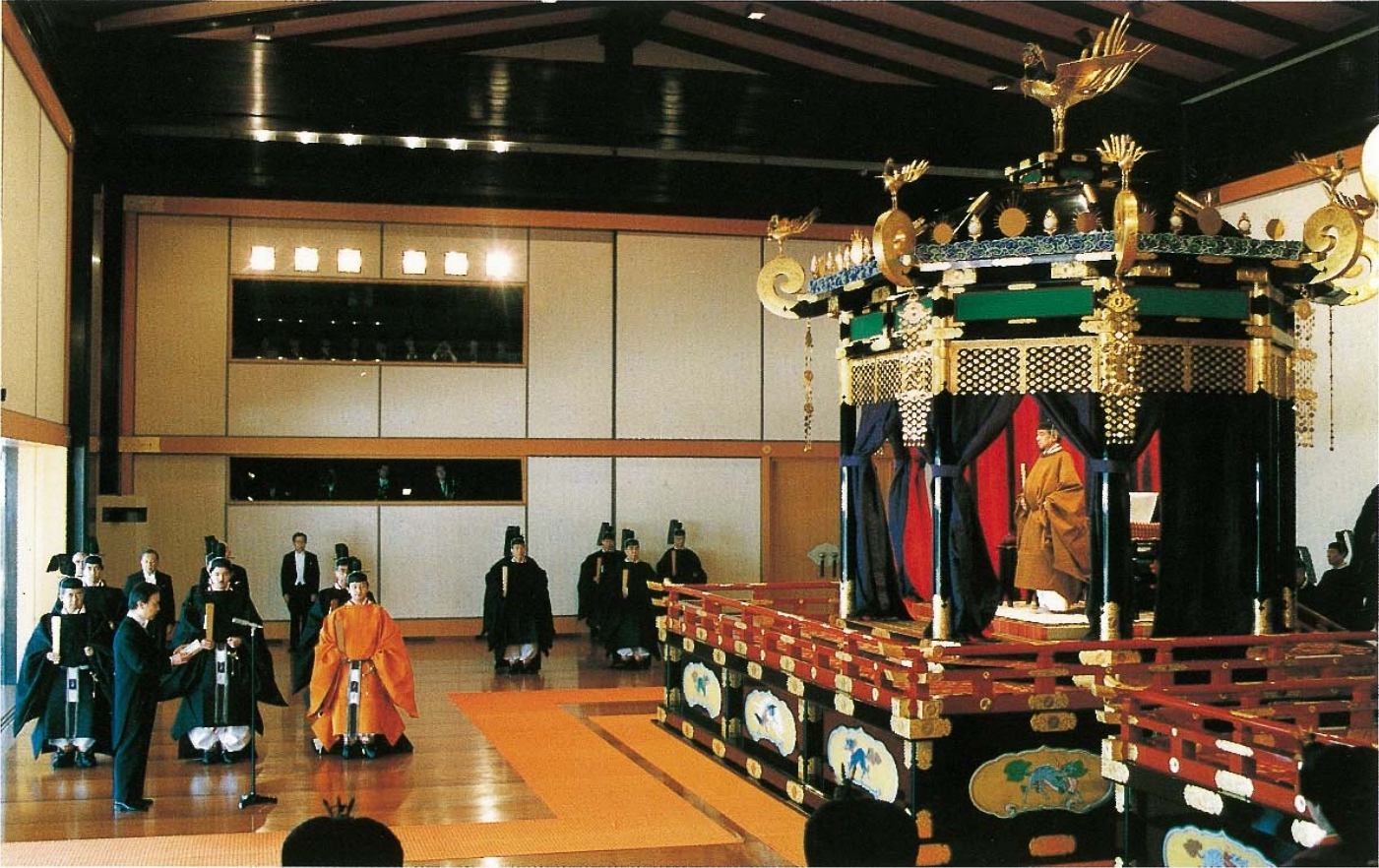
即位礼
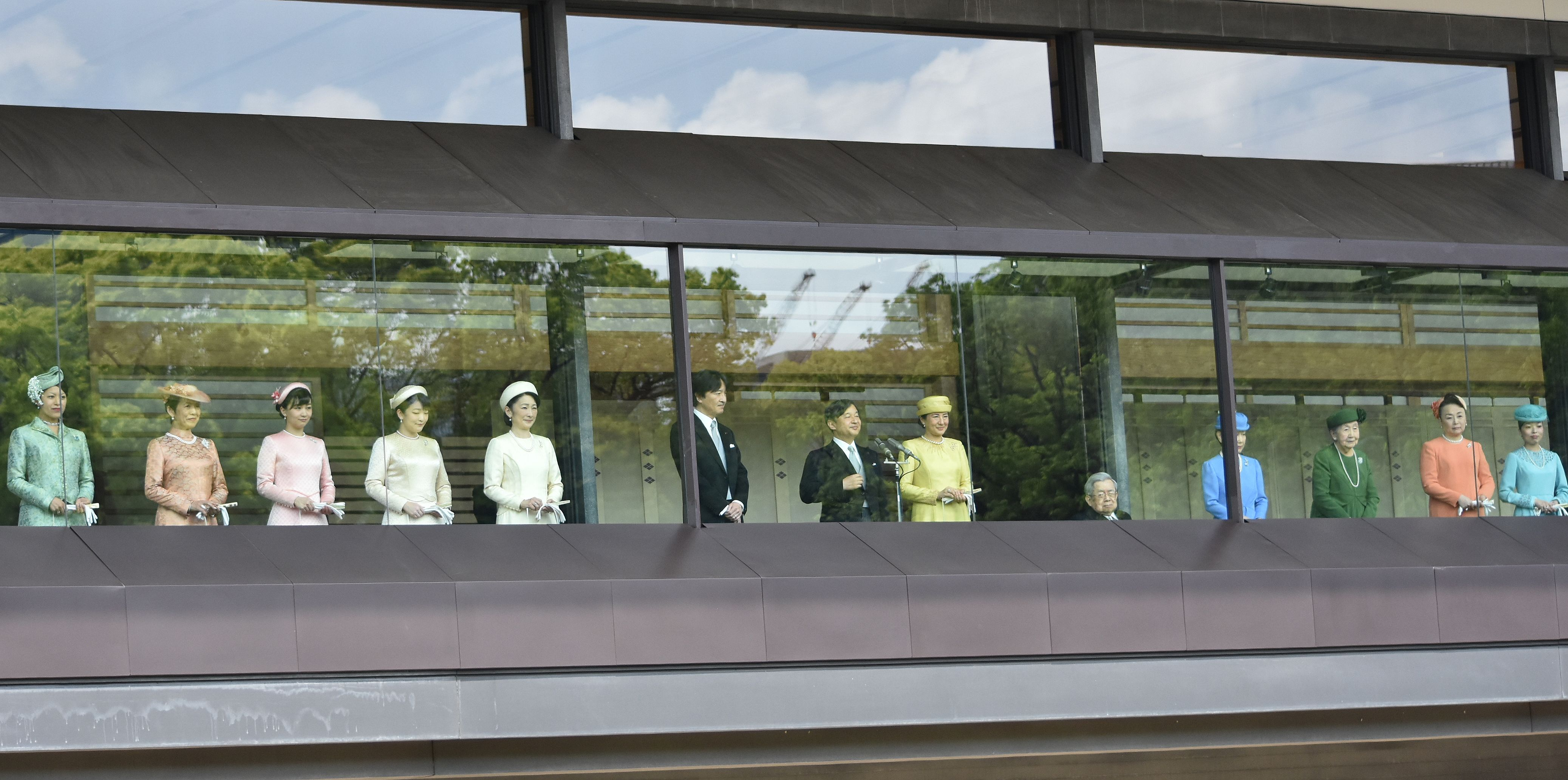
德仁天皇於2019年5月4日與皇室成員一起在長和殿接受即位後首次參賀
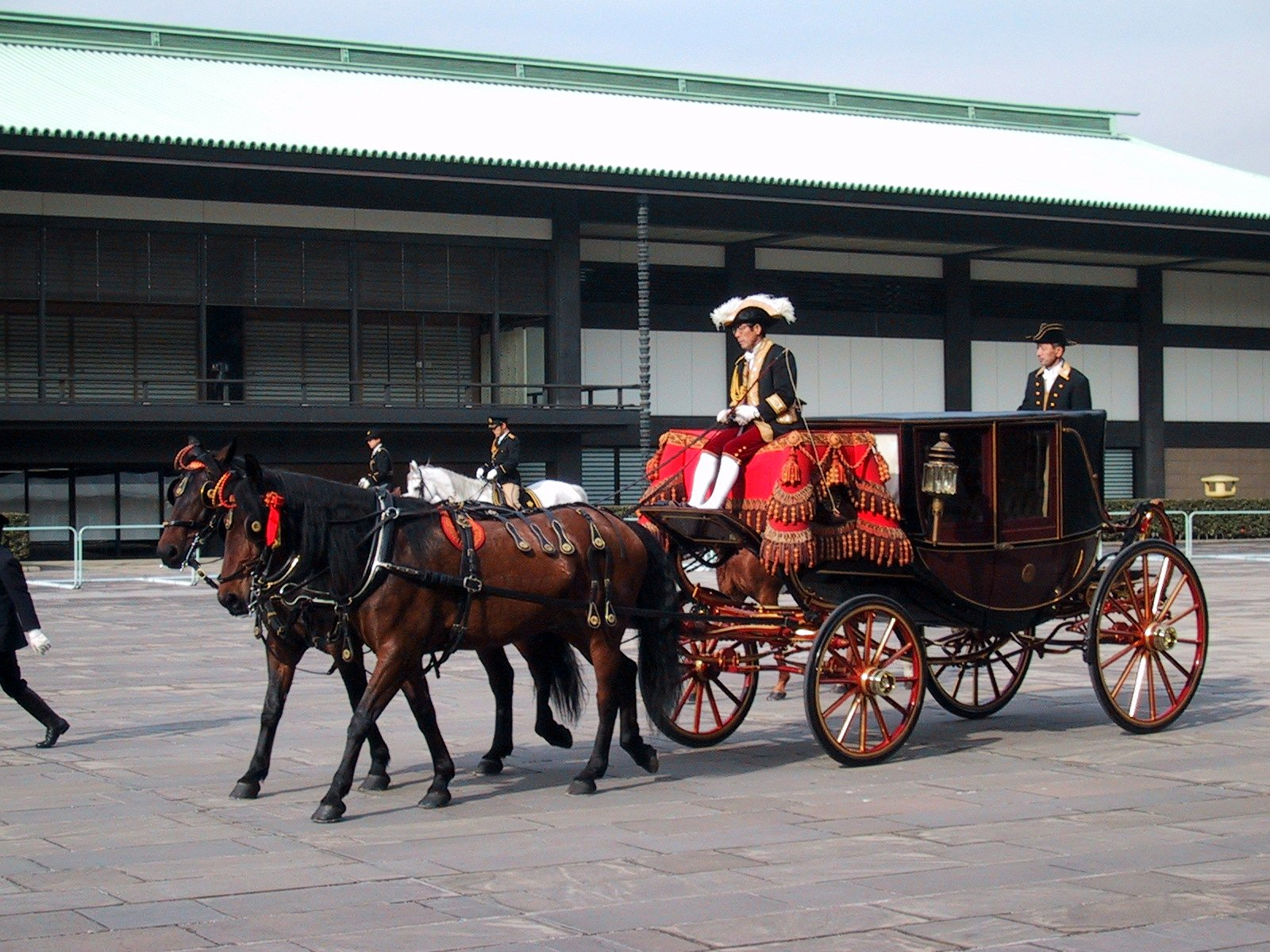
每当新的外國駐日大使到任时，都会从东京站转乘車進入皇居向日本天皇呈遞國書。雖然马车不如现代的汽车舒适，但大多数駐日大使选择搭乘马车。
- 外國駐日大使搭乘馬車進入皇居呈遞國書的影片

## 外部連結
- 皇居及其他建築 - 宮內廳
- 皇居照片 - 宮內廳
- 日皇誕生日參觀皇居資料
- 日皇誕生日皇居照片 （页面存档备份，存于）